# Volkstheater (metropolitana di Vienna)
Volkstheater è una stazione delle linee U2 e U3 della metropolitana di Vienna, situata a cavallo del 1º (Innere Stadt) e del 7º distretto (Neubau), nei pressi del Volkstheater, da cui prende il nome.

## Storia
A cavallo tra gli anni cinquanta e gli anni sessanta l'amministrazione comunale di Vienna realizzò nella zona una serie di sottopassaggi pedonali. Il primo, nel 1955, fu l'Opernpassage, sotto alla Wiener Staatsoper, a cui seguì tra gli altri il Bellariapassage, realizzato nel 1961, ora parte integrante della stazione della metropolitana. 
Nello stesso periodo anche il percorso delle linee di tram che percorrevano il centro, caratterizzate del numero "2" (Zweierlinien), fu interrato e l'8 ottobre 1966 sotto al Volkstheater entrò in servizio la fermata sotterranea Burggasse, che si può considerare come un anticipo della futura metropolitana, anche se realizzata per veicoli di dimensioni inferiori come i tram. La fermata distava due isolati dal Bellariapassage.
Negli anni settanta iniziarono le opere di riconversione del trasporto sotterraneo in una metropolitana vera e propria. Le linee tranviarie interrate terminarono il servizio a fine giugno 1980 e il 30 agosto successivo fu inaugurata la linea U2 e aprì al pubblico la stazione Volkstheater.
La fermata della linea U3 fu realizzata a un livello più profondo tra la stazione della U2 e il Bellariapassage ed entrò in servizio il 6 aprile 1991; in questa prima fase, la stazione Volkstheater fu anche il capolinea settentrionale provvisorio della U3.

## Descrizione
La stazione si sviluppa in sotterranea su tre livelli.
I binari della linea U2 si trovano direttamente sotto Museumsplatz e Museumstraße e sono ortogonali a quelli della linea U3, che si estendono sotto Bellariastraße nel tratto tra Dr.-Karl-Renner-Ring e Museumstraße.
Ai treni della linea U3 si accede tramite una banchina a isola centrale, mentre per la linea U2 i binari si trovano in posizione centrale e ai treni si accede tramite marciapiedi laterali. I livelli di accesso alle due linee sono collegati tra loro da scale fisse e mobili e con ascensori. I marciapiedi della linea U2 sono relativamente corti, dato che la vicinanza tra le stazioni di questa linea non consente l'utilizzo di treni lunghi. In previsione del futuro prolungamento della linea U2 e del passaggio a convogli più lunghi, all'inizio del XXI secolo i marciapiedi furono allungati ma la conseguenza fu che la distanza dall'adiacente fermata Lerchenfelder Straße, che si trovava immediatamente più a nord, si ridusse troppo per cui quest'ultima stazione venne definitivamente chiusa il 27 settembre 2003.
La stazione della linea U3 è molto spaziosa ed è decorata su tre lati da un'imponente mosaico in tessere di vetro, Das Werden der Natur (Il divenire della natura) opera di Anton Lehmden, che ricevette l'incarico di questo lavoro nel 1987 dalle Wiener Linien. L'opera fu completata nel 1991; l'immagine centrale rappresenta il Big Bang e la nascita dell'universo ed è volutamente più chiara di tutte le altre. Su ciascuna delle due pareti laterali, cinque pannelli raffigurano l'evoluzione della Terra: il lato sinistro quella geologica e il lato destro, più movimentato, quella biologica. Per realizzare le tessere del mosaico, delle dimensioni di un'unghia, il disegno dell'opera è stato riprodotto e ingrandito fotograficamente e la messa in opera, eseguita dai diplomati della scuola di mosaico di Spilimbergo, ha richiesto due anni e mezzo di lavoro. L'intero mosaico copre una superficie di 360 m².

## Riconversione U2/U5
A partire dal 2021, è in corso la realizzazione del nuovo tracciato della linea U2 a una profondità di 30 metri che servirà per raccordare il percorso attuale da Schottentor al nuovo prolungamento verso Matzleinsdorfer Platz. I binari attuali verranno utilizzati dalla nuova linea U5 e verrà realizzato un collegamento per l'interscambio con la nuova fermata della linea U2.
Dato che la linea U5 sarà a conduzione totalmente automatica, la stazione Volkstheater è provvisoriamente chiusa al pubblico per i lavori di installazione delle barriere di protezione con porte scorrevoli automatiche, insieme al resto della tratta U2 fino a Karlsplatz.
Ora e stata riaperta nel 2024 da Rathaus a Karlsplatz che gestirà la linea U2 mentre U5 entro fine 2026

## Ingressi
- Volksgarten
- Volkstheater
- Burggasse
- Bellariastraße